# 12 Memories
12 Memories é o quarto álbum de estúdio da banda escocesa de rock Travis, lançado em outubro de 2003. Com letras mais sombrias que o anterior, o disco foi influenciado por um acidente de trem quase fatal que afetou o baterista Neil Primrose. A lírica do álbum versa sobre temáticas como violência doméstica, crises psicológicas e a invasão dos Estados Unidos ao Iraque.

## Faixas
Todas as composições por Fran Healy.
1. "Quicksand"
2. "The Beautiful Occupation"
3. "Re-Offender"
4. "Peace the F*** Out"
5. "How Many Hearts"
6. "Paperclips"
7. "Somewhere Else"
8. "Love Will Come Through"
9. "Mid-Life Krysis"
10. "Happy To Hang Around"
11. "Walking Down the Hill"
12. "Some Sad Song"